# Венецья (Куявско-Поморское воеводство)
Венецья (пол. Wenecja) — село в составе гмины Жнин Куявско-Поморского воеводства Польши. Село расположено примерно в 6 км от города Жнин и в 24 км от Быдгоща. Население села составляет примерно 300 человек. Село является «тёзкой» итальянской Венеции (по-польски оба населённых пункта называются одинаково)

## Достопримечательности
Венецья — популярный центр туризма. Село расположено в живописном историко-географическом регионе Палуки (пол. Pałuki). Главными достопримечательностями села являются руины средневекового замка и музей узкоколейных железных дорог (замок и музей УЖД являются филиалами Музея палуцкой земли в Жнине). Проходящая через Венецью линия Жнинской УЖД функционирует как историческая железная дорога, по которой из Венецьи можно доехать до археологического музея под открытым небом Бискупин (пол. Buskupin).